# Helena Antonia

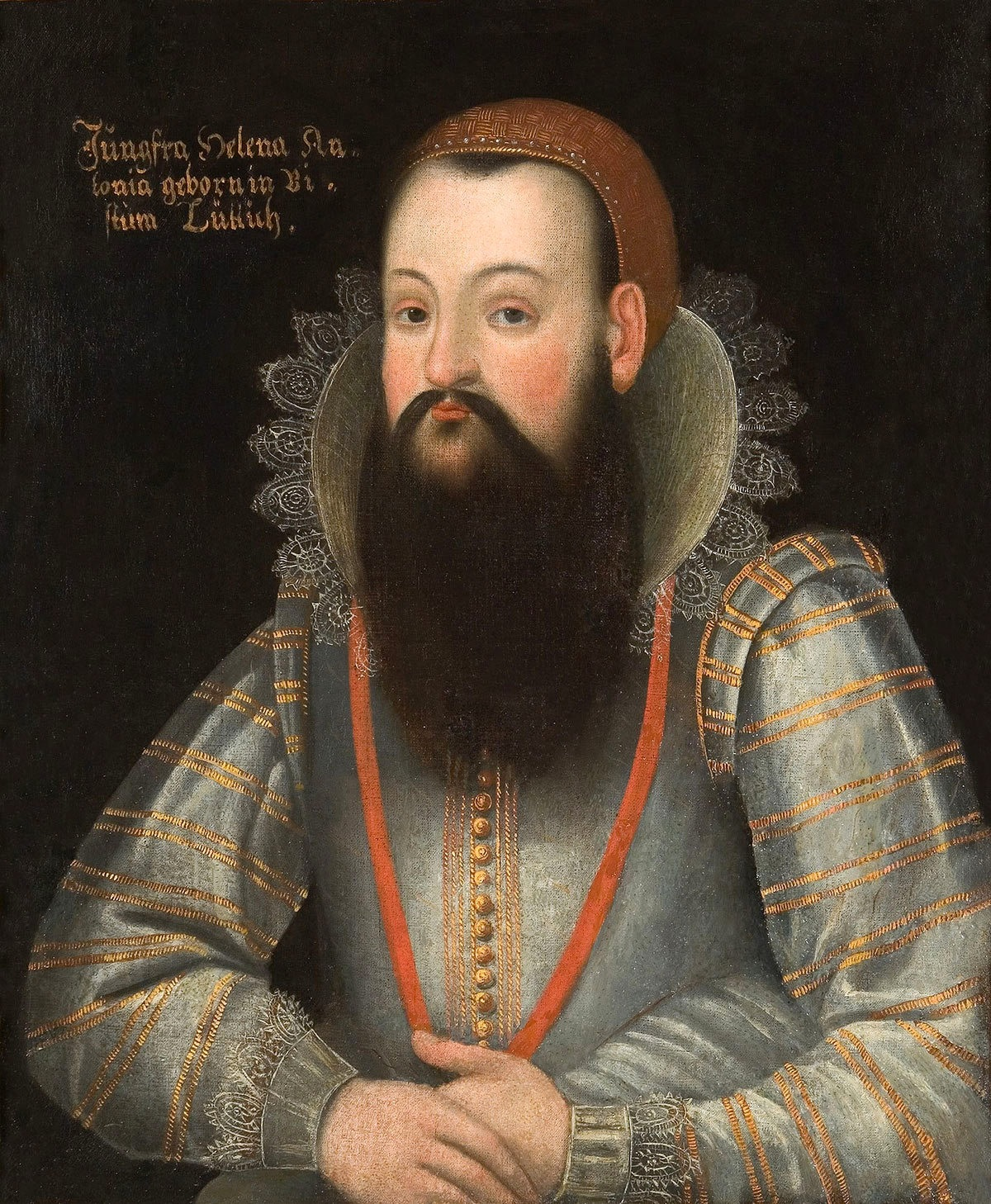
Porträt von Helena Antonia

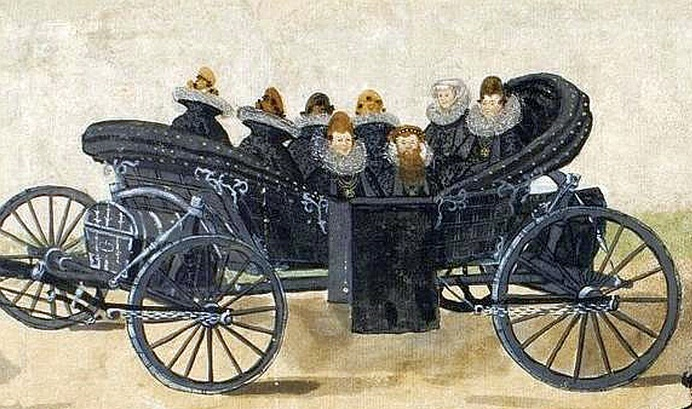
Helena Antonia und andere Hofzwerge

Helena Antonia (* 1550 in Lüttich; † 1595) war eine Hofzwergin der Kaiserin des Heiligen Römischen Reiches Maria von Spanien und ein Liebling der Erzherzogin Margarete von Österreich, sowie eine Zofe von Constanze von Österreich.
Sie wurde in Lüttich geboren und von der Herzogin Maria Anna von Bayern und ihrem Mann Karl II. Franz von Innerösterreich in Graz aufgezogen.
Sie litt an Hirsutismus und war deswegen bärtig.